# Козыбаев, Оразалы Абилович
Оразалы Абилович Козыбаев (15 апреля 1924, аул Тениз, Мендыгаринский район, Кустанайская область, Казахская ССР — 23 августа 1996, Алматы, Республика Казахстан) — видный общественный и государственный деятель, участник Великой Отечественной войны, подполковник запаса, Герой Социалистического Труда (1967).
Член КПСС с 1948 года. Депутат Верховного Совета Каз. СССР 6-10 созывов от Аркалыкского, Боровского и Караталтакского избирательных округов. 1961—1971 гг. Член ЦК Компартии Казахстана, 1963—1967 гг. Член Президиума Верховного Совета Казахской ССР.

## Образование
· Мендыгаринское педагогическое училище им. И. Алтынсарина.
· Кустанайский учительский институт (1950)
· Кустанайский сельскохозяйственный техникум по специальности агрономия (1961)
· Высшую партийную школу при ЦК КПСС (1966)

## Участие в Великой Отечественной войне
20.07.1942 года не закончив среднюю школу ушёл на фронт. Закончил курсы огнеметчиков . Воевал в составе 15 Отдельной стрелковой бригады Западного Фронта, был тяжело ранен. Продолжил службу в 9 отдельном батальоне химической защиты. После окончания войны был направлен на учёбу в Военную академию химической защиты имени маршала К. Е. Ворошилова, однако не был принят так как не имел аттестата зрелости. Был оставлен на сверхсрочную воинскую службу адъютантом заместителя начальника академии. Закончил воинскую службу в 1947 году в г. Москва.

## Карьера
· 1947—1948 гг. Технический секретарь Кустанайского горкома, инструктор Кустанайского обкома комсомола.
· 1948—1950 гг. 1й секретарь Узункольского райкома комсомола
· 1950—1951 гг. Заведующий отделом сельской молодежи Кустанайского обкома комсомола
· 1951—1953 гг. Инструктор Кустанайского обкома КПК
· 1953—1955 гг. 2й секретарь Затобольского райкома КПК
· 1955—1959 гг. Председатель исполкома Затобольского райсовета
· 1959—1962 гг. 1й секретарь Амангельдинского райкома, начальник Амангельдинского территориального управления сельского хозяйства
· 1962—1964 гг. Начальник Аркалыкского территориального управления сельского хозяйства Кустанайской области
· 1964—1965 Слушатель Высшей партийной школы ЦК КПСС
· 1965—1967 1й секретарь Аркалыкского райкома КПК
· 1967—1975 2й секретарь Кустанайского обкома КПК
· 1975—1984 Председатель Актюбинского исполкома КПК
После выхода на пенсию проживал в г. Алматы. Вел активную общественную деятельность, помогал ветеранам войны и труда. После образования в 1993 г. Международного Фонда Д. А. Кунаева, занялся организацией Кустанайского областного филиала фонда, был избран его Председателем. Под его редакцией и руководством выпущен цикл книг «Жизнь замечательных людей в краю хлеба и металла» о видных ветеранах и тружениках Кустанайщины. В 1995 г. вышли в свет его мемуары «Тындагы кундер/ О днях на Целине».
Скончался после продолжительной болезни 23 августа 1996 г. в г. Алма-Ата. Похоронен на кладбище «Кенсай».

## Награды
- Герой Социалистического Труда (1967)
- орден Ленина
- три ордена Трудового Красного Знамени
- орден Красной звезды
- орден Отечественной Войны 2-й степени
- орден Дружбы народов
- медали

## Память
именем Оразалы Козыбаева названы:
- Улица в городе Аркалык
- Улица в городе Костанай
- Каратальская средняя школа

На доме где он жил в последние годы в г. Алматы установлена мемориальная доска.